# Museum van Mozaïeken

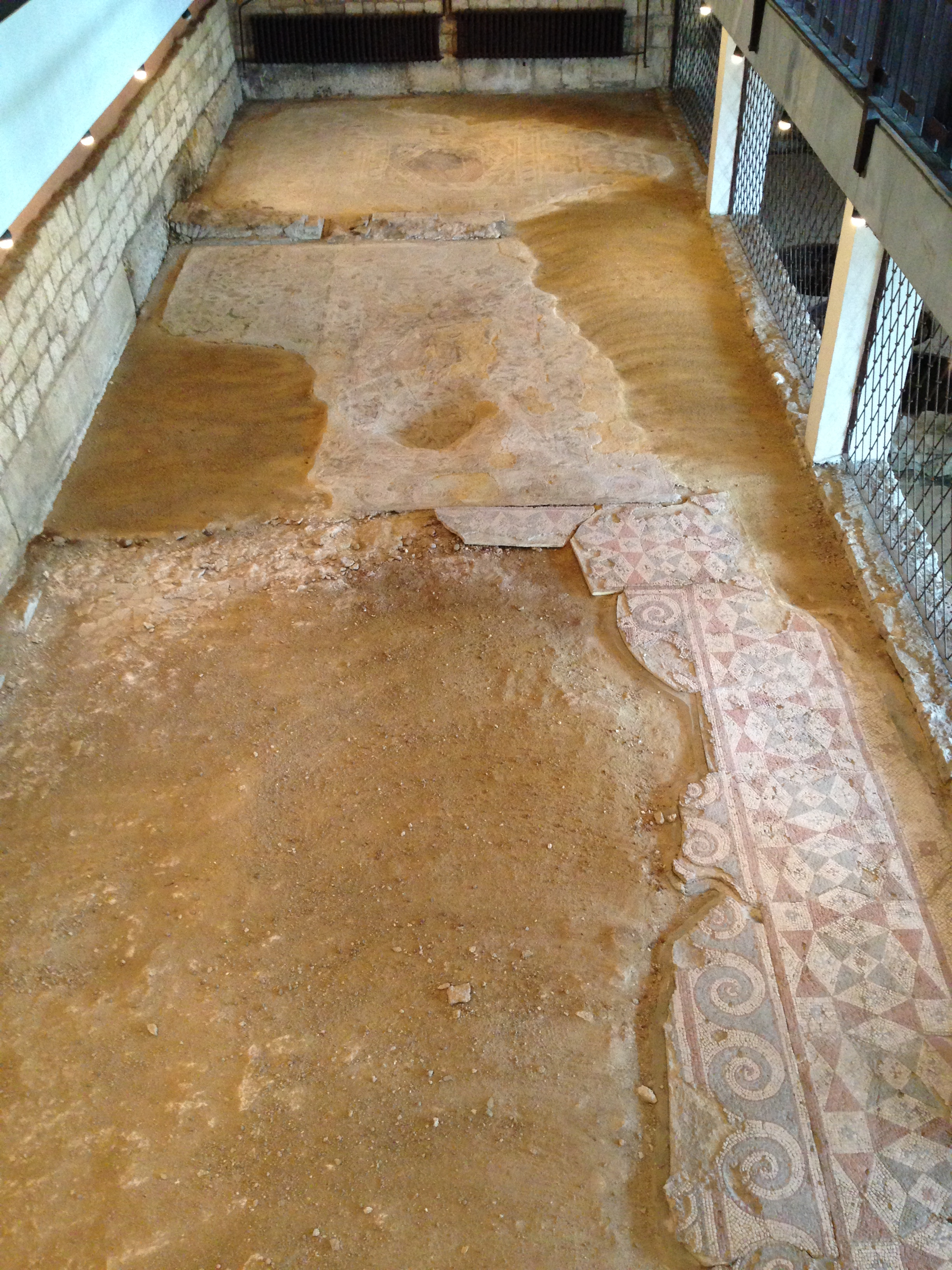
Mozaïekvloer van zuilengalerij, Huis van Antiope

Het Museum van Mozaïeken (Bulgaars: Музей на мозайките, Muzey na mozaykite) is een museum in de stad Devnja in de provincie Varna, in het noordoosten van Bulgarije. Het museum, gebouwd bovenop een grote verwoeste Romeinse villa uit de late oudheid, toont mozaïeken uit de Romeinse en vroeg-Byzantijnse stad Marcianopolis, evenals andere archeologische artefacten.

## Villa en museum
Het museum werd opgericht als resultaat van archeologisch onderzoek dat begon in 1976, waarbij het Huis van Antiope werd blootgelegd, een laat-Romeinse villa versierd met vloermozaïeken. De villa werd gebouwd aan het einde van de 3e of het begin van de 4e eeuw na Christus, misschien tijdens het bewind van de Romeinse keizer Constantijn de Grote (reg. 306-337). Gebouwd op de plaats van eerdere gebouwen die tijdens de gotische invallen in 250–251 waren verwoest, werd het in de 7e eeuw verlaten als gevolg van Avaarse en Slavische invasies.
De villa is bijna vierkant van vorm en meet 37,15 x 37,75 m. Het beschikt over 21 kamers gelegen rond een binnenplaats (atrium) met een waterput; de kamers hebben een totale oppervlakte van 1.409 m2. Het museum ligt in een klein park, met een goed bewaard Romeins kruispunt onder het gebouw. Rondom het museum bevinden zich verschillende oude muren, die samen met de villa de best bewaarde ruïnes van Marcianopolis vormen. Het museumgebouw beslaat alleen het westelijke deel van de villa; de oostelijke vleugel en het atrium zijn niet bedekt. Veel van de muren van de villa waren versierd met fresco's en stucwerk, terwijl de vloeren van het portiek en vijf gebouwen bedekt waren met uitgebreide mozaïeken. Naast mozaïeken toont het museum voorwerpen die betrekking hebben op de Romeinse villa zelf en op het leven van haar bewoners.
Het moderne museumgebouw is gebouwd naar het ontwerp van architect Kamen Goranov. Museumconservator Anastas Angelov heeft kritiek geuit op de constructie en beweert dat 90% van het gewicht van het gebouw wordt gedragen door de Romeinse ruïnes. Vanaf 2008 bedreigden zichtbare scheuren het gebouw, dat ook aan het zinken was door grondwater. In 2005 werd het museum bezocht door een recordaantal van 10.000 mensen; in 2006 bedroegen de jaarlijkse bezoekers ongeveer 8.000. Het Mozaïekmuseum in Devnja staat op nummer 10 van de 100 toeristische trekpleisters van Bulgarije.

## Mozaïeken

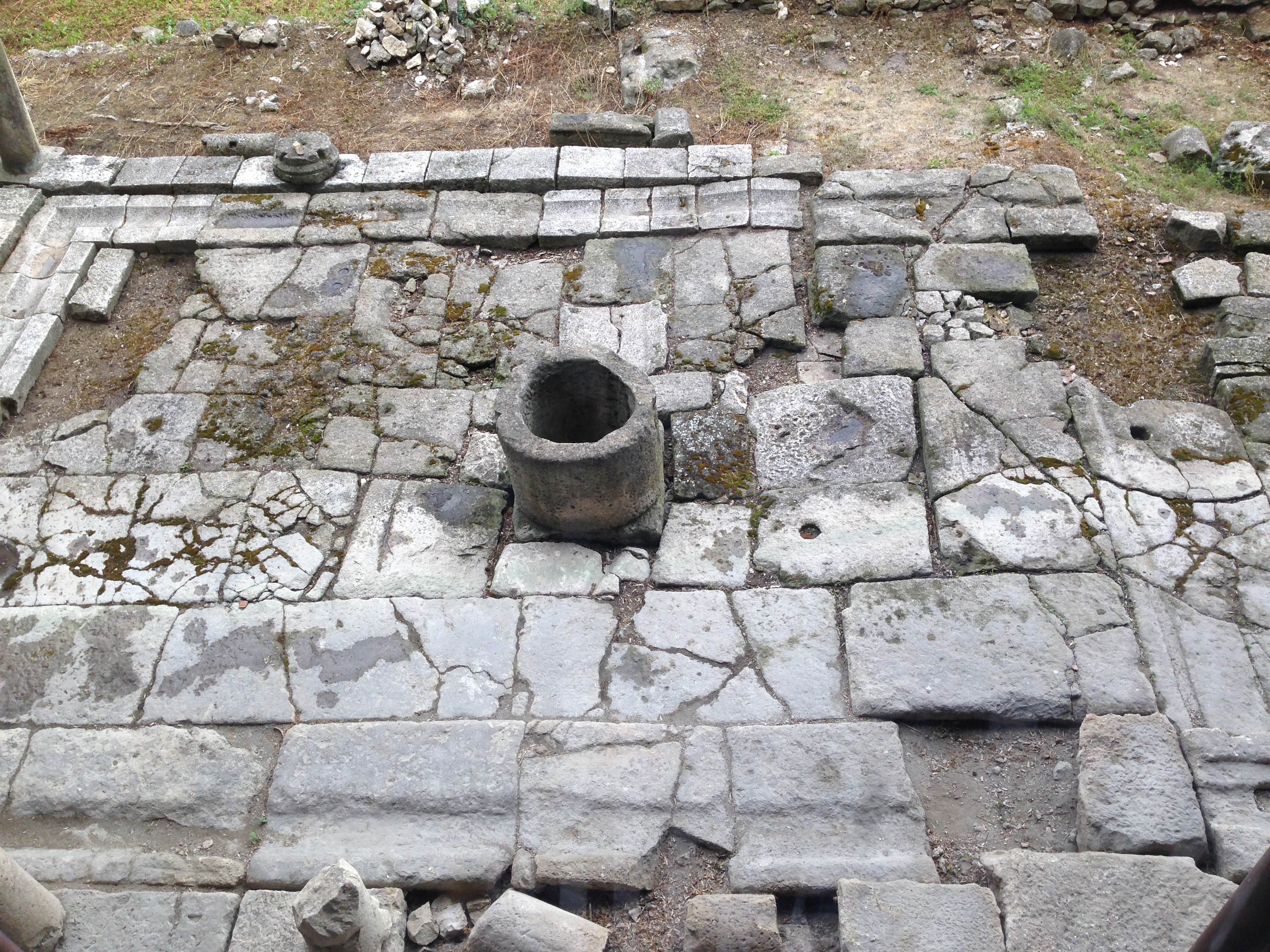
Atriumbekken van Huis van Antiope, Marcianopolis

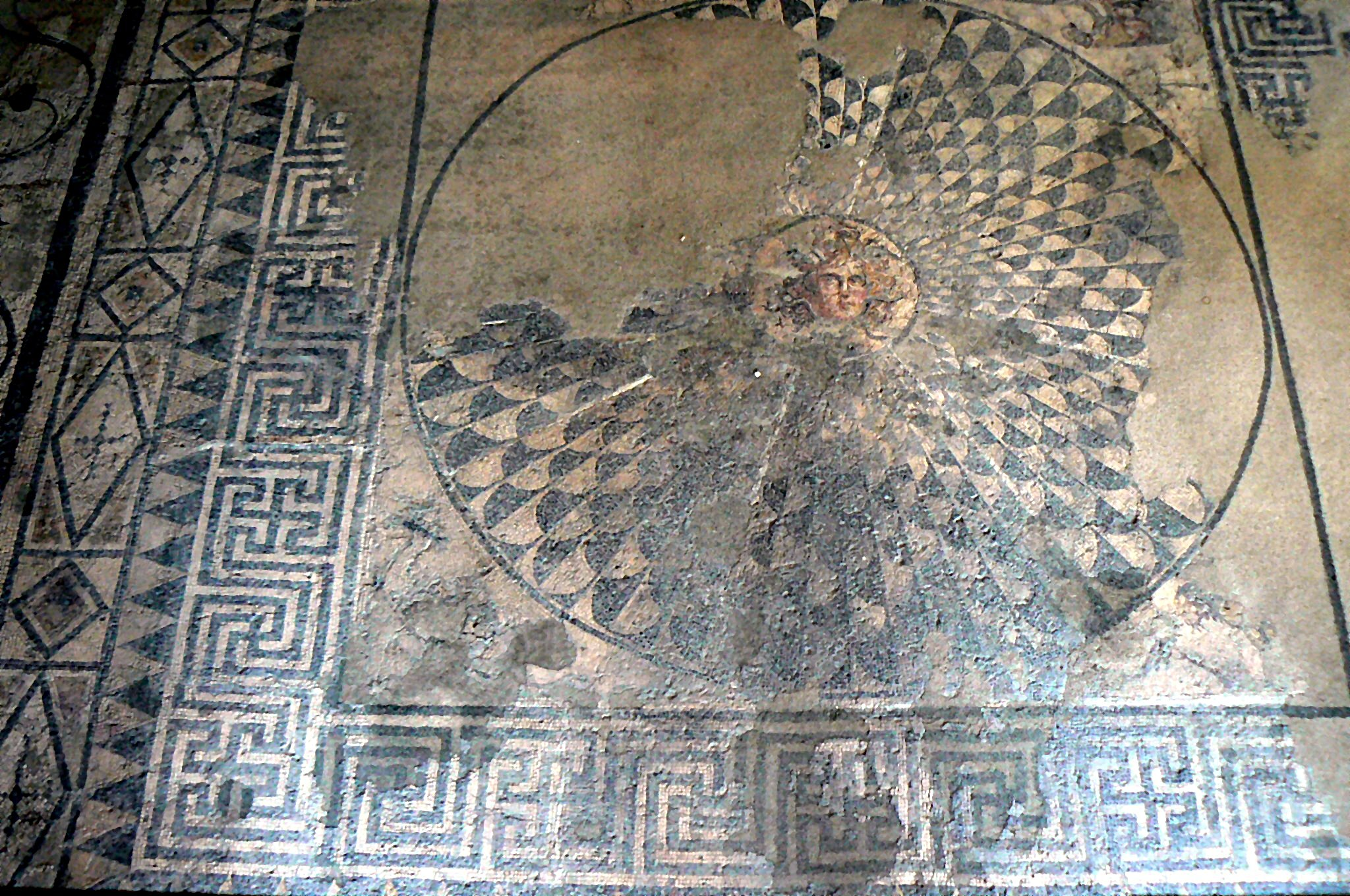
Mozaïek van de gorgon Medusa

Drie van de mozaïeken worden in situ tentoongesteld en de overige zijn van hun oorspronkelijke locatie verplaatst om te worden geconserveerd en gerestaureerd. Als geheel werden de mozaïeken aangelegd met behulp van de technieken opus tessellatum (tegels uitgelijnd in horizontale of verticale lijnen) en opus vermiculatum (tegels uitgelijnd om een omtrek rond de vormen te tekenen). De tegels zijn gemaakt van marmer, klei, kalksteen en gekleurd glas en bevatten 16 kleurvariëteiten.
Ondanks de opkomst van het christendom tijdens het bewind van Constantijn, hebben de mozaïeken in het Huis van Antiope uitsluitend een heidens karakter. Ze bevatten afbeeldingen van personages uit de Griekse en Romeinse mythologie, zoals Zeus, Antiope, Ganymede en de gorgon Medusa, maar ook bloem- en geometrische motieven en afbeeldingen van exotische dieren.
Het bekendste mozaïek in het museum is de afbeelding van de gorgon Medusa, die de vloer bedekt van het tablinum, of het kantoor van de eigenaar van het huis, dat 8 x 8 m groot is. Het beeld van Medusa is omgeven door een rond geometrisch schild, het schild van Pallas Athena. Ondanks de reputatie van de gorgon als afschuwelijk monster en de aanwezigheid van slangen in plaats van haar, is het beeld in het Mozaïekmuseum tamelijk tam en niet bijzonder angstaanjagend. In plaats daarvan was de rol van het mozaïek die van een amulet om het huis te beschermen tegen de krachten van het kwaad. Medusa wordt afgebeeld met haar gezicht iets naar rechts gekeerd, maar met haar ogen naar links starend. Er is gebruik gemaakt van tegels in verschillende tinten om volume aan het beeld te geven.
Het mozaïek van Zeus en Antiope ligt op de vloer van de kubusvormige slaapkamer van de villa (5,60 x 4,40 m). Angelov beweert dat de afbeelding in het Huis van Antiope een van de weinige gelijktijdige afbeeldingen van dit verhaal. Net als in de mythologie wordt Zeus afgebeeld als een jonge satyr die Antiope ontvoert, aangetrokken door haar schoonheid. Het mozaïek gaat vergezeld van twee inscripties in het Oudgrieks, die de karakters expliciet bestempelen als ΣΑΤΥΡΟΣ ("satyr") en ΑΝΤΙΟΠΗ ("Antiope").
Andere mozaïeken in de villa zijn onder meer het verhaal van Ganymedes, die door Zeus naar de berg Olympus wordt getransporteerd en in een adelaar is veranderd, dat de oikos uitbeeldt, de grootste mozaïek; het zwaar beschadigde Seizoenenmozaïek in de vrouwenvertrekken, met afbeeldingen van dieren, geometrische motieven en personificaties van de vier seizoenen, waarvan de Herfst bewaard is gebleven; en het geometrische Pannonische voluut-mozaïek, verplaatst naar het museum vanuit een ander verwoest oud gebouw in Marcianopolis.